# Иустин (Бардакас)
Митрополи́т Иусти́н Барда́кас (греч. Μητροπολίτης Ιουστίνος Μπαρδάκας; род. 1969, Мелити) — епископ Элладской православной церкви (формально также Константинопольской православной церкви), митрополит Неакринийский и Каламарийский (с 2015).

## Биография
Родился в 1969 году в Мелити, в диме Флорина, в Греции в семье беженцев из Малой Азии.
После получения среднего образования во Флорине, в 1991 году окончил богословский факультет Аристотелевского университета в Салониках. Также учился в аспирантуре Салоникийского университета и университета на Кипре, специализируясь в области патристического богословия. Работал в центре византийских исследований Аристотелевского университета в качестве научного сотрудника.
В 1993 году был пострижен в монашество и рукоположен в сан иеродиакона.
В 1996 году митрополитом Флоринским Августином (Кандиотисом) был рукоположен в сан иеромонаха и возведён в достоинство архимандрита. В 1997 году назначен проповедником Флоринской митрополии. В 2000 году митрополитом Флоринским Феоклитом (Пассалисом) назначен протосинкеллом Флоринской митрополии и игуменом Богородицкого монастыря (Ιεράς Μονής Κοιμήσεως Θεοτόκου Κλαδορράχης).
В 2013 году назначен секретарём синодального отдела по связям с церковным телеканалом «4Ε». Является автором ряда книг и множества статей, а также главным редактором журнала Флоринской митрополии «Σάλπιγξ Ορθοδοξίας».
26 мая 2015 года решением Священного синода иерархии Элладской православной церкви был избран для рукоположения в сан митрополита Неакринийского и Каламарийского.
1 июня 2015 года в церкви Святого Дионисия Ареопагита в Афинах архиепископом Афинским Иеронимом (Лиаписом) с сонмом иерархов был рукоположен в архиерейский сан.
Вошёл в «Список сослуживших с украинскими раскольниками иерархов Элладской Православной Церкви», распространённый циркулярным письмом Московской патриархии 8 ноября 2022 года, «с кем не благословляется молитвенное и евхаристическое общение и в епархии которых также не благословляется совершение паломнических поездок».